# Arno Landmann
Arno Landmann (* 23. Oktober 1887 in Blankenhain, Thüringen; † 10. Mai 1966 in Schriesheim) war ein deutscher Instrumentalist, Autor, Arrangeur und Komponist.

## Leben
Landmann war der Sohn von Rudolph Landmann und seiner Frau Ida, geb. Gotthar. Nach dem Besuch der Höheren Schule in Jena begann er 1903 ein Studium an der Großherzoglichen Musikschule in Weimar, neben seinem Hauptfach Orgel studierte er Fagott, Klavier und Violoncello.
1908 wurde er Organist an der Stadtkirche Weimar und bereits 1909 als Lehrer für Orgel an die Großherzogliche Musikschule in Weimar berufen. Nach dem Wechsel an das Leipziger Konservatorium wurde das Ausnahmetalent Schüler von Karl Straube und Max Reger. Straube bezeichnete ihn als „einen unübertreflichen Orgelvirtuosen“. Schnell gehörte er zum engsten Kreis der Reger’schen Schüler, wie auch Joseph Haas, Karl Haase und Gottfried Rüdinger.
1911 wurde Landmann zum Organisten an die große Steinmeyer-Orgel in der Christuskirche (Mannheim) bestellt, ein Amt, das er bis 1943 ausübte. Neben seiner Tätigkeit als Kirchenmusikdirektor, der er ab 1923 nachging, komponierte Landmann und konzertierte in vielen deutschen Städten.
Karg-Elert widmete Landmann die Impression in Des-Dur, Nr. 9 aus Opus 86, Zehn charakteristische Tonstücke für Orgel, Leuckart, Leipzig, 1911.

## Werke
Orgelwerke
- op. 2, In memoriam in c-moll (gewidmet E.W Degner), Pabst, Leipzig, 1909.
- op. 4a, Fantasie über den Choral "Herzliebster Jesu, was hast du verbrochen", Schott’s Söhne, Mainz, 1923.
- op. 4b, Sechs Choralimprovisationen. Schott’s Söhne, Mainz, 1923.
- op. 7, Passacaglia in cis-moll, Benjamin, Leipzig, 1922.
- op. 9, Sonate in b-moll, Schott, Mainz, 1923.
- op. 10, 4 Vortragsstücke. Schott’s Söhne, Mainz, 1923.
- op. 11, Passacaglia und Fuge in Es-Dur, Schott’s Söhne, Mainz, 1925.
- op. 12, Variationen über den Choral „Wer nur den lieben Gott läßt walten“ in g-moll, Schott’s Söhne, Mainz, 1925.
- op. 13, Choralfantasie über "Wie schon leucht' uns der Morgenstern", "Vom Himmel hoch", "O du fröhliche" (Frauenchor ad lib.) in gis-moll/E-Dur, Simrock/Benjamin, Leipzig, 1927.
- op. 14, Acht Choralvorspiele, 1927.
- op. 16, Zweiunddreissig Choralvorspiele, 1929 u.a "Zieh ein zu deinen Toren".
- op. 29, Variationen über ein Thema von G.F. Händel, Herausg. Prof. Wolfgang Stockmaier, Möseler Verlag (MOS19210, M-2037-0410-2), Wolfenbüttel, 1979.
- J.S. Bach: Orgeltranskription Chaconne d-moll (aus der 2. Partita für Violine solo, BWV 1004), Simrock/Benjamin (Elite Edition)

Beitrag in
- "Orgelklänge aus neuerer und neuester Zeit", Band III, Wilhelm Trenkner, Leuckhart, Leipzig, 1920
- Choralimprovisation: "Wie schön leucht' uns der Morgenstern"

Beiträge in
- Choralvorspiele für den gottesdienstlichen Gebrauch Band 3, Bärenreiter BA5483
- Dir Jehova will ich singen + Ich will dich lieben + Fahre fort, fahre fort + Schwing dich auf zu deinem Gott

Beiträge in
- Organistica Band 4 - De Tempore Natali (Krumbach, Wilhelm), Edizioni Carrara
- Stille Nacht

Orgel und Singstimme
- op. 8, Traugesang für eine Singstimme und Orgel, Schott’s Söhne, Mainz, 1923.